# Mézériat
Mézériat és un municipi francès situat al departament de l'Ain i a la regió d'Alvèrnia-Roine-Alps. L'any 2007 tenia 2.018 habitants.

## Demografia

### Població
El 2007 la població de fet de Mézériat era de 2.018 persones. Hi havia 815 famílies de les quals 231 eren unipersonals (134 homes vivint sols i 97 dones vivint soles), 259 parelles sense fills, 289 parelles amb fills i 36 famílies monoparentals amb fills.
La població ha evolucionat segons el següent gràfic:
Habitants censats

### Habitatges
El 2007 hi havia 886 habitatges, 832 eren l'habitatge principal de la família, 17 eren segones residències i 36 estaven desocupats. 645 eren cases i 194 eren apartaments. Dels 832 habitatges principals, 511 estaven ocupats pels seus propietaris, 310 estaven llogats i ocupats pels llogaters i 11 estaven cedits a títol gratuït; 50 tenien una cambra, 59 en tenien dues, 121 en tenien tres, 217 en tenien quatre i 387 en tenien cinc o més. 670 habitatges disposaven pel capbaix d'una plaça de pàrquing. A 384 habitatges hi havia un automòbil i a 367 n'hi havia dos o més.

### Piràmide de població
La piràmide de població per edats i sexe el 2009 era:
| Homes | Edats   | Dones |
| ----- | ------- | ----- |
| 0     | 95 o +  | 0     |
| 8     | 90 a 94 | 8     |
| 16    | 85 a 89 | 28    |
| 8     | 80 a 84 | 20    |
| 28    | 75 a 79 | 28    |
| 24    | 70 a 74 | 28    |
| 28    | 65 a 69 | 44    |
| 40    | 60 a 64 | 32    |
| 64    | 55 a 59 | 52    |
| 72    | 50 a 54 | 76    |
| 92    | 45 a 49 | 88    |
| 60    | 40 a 44 | 44    |
| 68    | 35 a 39 | 76    |
| 56    | 30 a 34 | 52    |
| 68    | 25 a 29 | 40    |
| 64    | 20 a 24 | 68    |
| 76    | 15 a 19 | 72    |
| 92    | 10 a 14 | 88    |
| 76    | 5 a 9   | 40    |
| 56    | 0 a 4   | 44    |

## Economia
El 2007 la població en edat de treballar era de 1.330 persones, 1.025 eren actives i 305 eren inactives. De les 1.025 persones actives 949 estaven ocupades (529 homes i 420 dones) i 76 estaven aturades (34 homes i 42 dones). De les 305 persones inactives 103 estaven jubilades, 109 estaven estudiant i 93 estaven classificades com a «altres inactius».

### Ingressos
El 2009 a Mézériat hi havia 847 unitats fiscals que integraven 2.104,5 persones, la mediana anual d'ingressos fiscals per persona era de 17.401 €.

### Activitats econòmiques
Dels 111 establiments que hi havia el 2007, 5 eren d'empreses alimentàries, 9 d'empreses de fabricació d'altres productes industrials, 26 d'empreses de construcció, 25 d'empreses de comerç i reparació d'automòbils, 4 d'empreses de transport, 5 d'empreses d'hostatgeria i restauració, 1 d'una empresa d'informació i comunicació, 3 d'empreses financeres, 8 d'empreses immobiliàries, 7 d'empreses de serveis, 11 d'entitats de l'administració pública i 7 d'empreses classificades com a «altres activitats de serveis».
Dels 37 establiments de servei als particulars que hi havia el 2009, 1 era una oficina de correu, 1 una oficina bancària, 3 tallers de reparació d'automòbils i de material agrícola, 1 autoescola, 5 paletes, 4 guixaires pintors, 4 fusteries, 4 lampisteries, 5 electricistes, 3 perruqueries, 5 restaurants i 1 saló de bellesa.
Dels 5 establiments comercials que hi havia el 2009, 1 era una botiga de més de 120 m², 1 una botiga de menys de 120 m², 1 una fleca, 1 una botiga de material de revestiment de parets i terra i 1 una joieria.
L'any 2000 a Mézériat hi havia 34 explotacions agrícoles que ocupaven un total de 799 hectàrees.

## Equipaments sanitaris i escolars
L'únic equipament sanitari que hi havia el 2009 era una farmàcia.
El 2009 hi havia 1 escola maternal i 1 escola elemental.

## Poblacions més properes
El següent diagrama mostra les poblacions més properes.